# District de Mělník
Pour les articles homonymes, voir Melnik.
Le district de Mělník (en tchèque : okres Mělník) est une subdivision de la région de Bohême-Centrale, en Tchéquie. Son chef-lieu est la ville de Mělník.

## Liste des communes
Le district compte 69 communes, dont 7 ont le statut de ville (město, en gras) et 1 celui de bourg (městys, en italique) :
Býkev •
Byšice •
Čakovičky •
Čečelice •
Chlumín •
Chorušice •
Chvatěruby •
Cítov •
Dobřeň •
Dolany nad Vltavou • 
Dolní Beřkovice •
Dolní Zimoř •
Dřínov •
Horní Počaply •
Hořín •
Hostín •
Hostín u Vojkovic •
Jeviněves •
Kadlín •
Kanina •
Kly •
Kojetice •
Kokořín •
Kostelec nad Labem •
Kozomín •
Kralupy nad Vltavou •
Ledčice •
Lhotka •
Liběchov •
Libiš •
Liblice •
Lobeč •
Lužec nad Vltavou •
Malý Újezd •
Medonosy •
Mělnické Vtelno •
Mělník •
Mšeno •
Nebužely •
Nedomice •
Nelahozeves •
Neratovice •
Nosálov •
Nová Ves •
Obříství •
Olovnice •
Ovčáry •
Postřižín •
Řepín •
Spomyšl •
Stránka •
Střemy •
Tišice •
Tuhaň •
Tupadly •
Újezdec •
Úžice •
Velký Borek •
Veltrusy •
Vidim •
Vojkovice •
Vraňany •
Všestudy •
Všetaty •
Vysoká •
Zálezlice •
Želízy •
Zlončice •
Zlosyň

## Principales communes
Population des dix principales communes du district au 1er janvier 2024 et évolution depuis le 1er janvier 2023 :
| Mělník              | 20 350 | en augmentation |
| Kralupy nad Vltavou | 18 782 | en stagnation   |
| Neratovice          | 16 217 | en stagnation   |
| Kostelec nad Labem  | 4 336  | en augmentation |
| Tišice              | 2 526  | en augmentation |
| Všetaty             | 2 478  | en augmentation |
| Libiš               | 2 415  | en diminution   |
| Veltrusy            | 2 297  | en augmentation |
| Nelahozeves         | 2 216  | en augmentation |
| Postřižín           | 1 950  | en augmentation |

### Source
- (en) Cet article est partiellement ou en totalité issu de l’article de Wikipédia en anglais intitulé « Mělník District » (voir la liste des auteurs).